# I quattro fiumi
I quattro fiumi (titolo in lingua originale Les Quatre Fleuves) è un romanzo a fumetti del 2000 della scrittrice francese Fred Vargas, con illustrazioni del disegnatore francese Edmond Baudoin, con protagonista il commissario Jean-Baptiste Adamsberg.

## Trama
Vincent e Grégoire, due giovani borseggiatori, si rendono conto di averla fatta grossa quando osservano l'insolito contenuto della borsa rubata ad un vecchio.
Dopo l'improvvisa morte di Vincent, Grégoire si ritrova di colpo in fuga dal proprietario della borsa e dalla polizia, che vorrebbe soltanto proteggerlo e capirne di più.
Il commissario Jean-Baptiste Adamsberg infatti ha capito fin da subito la pericolosità del caso.